# Jim Forbes
James Ricardo Forbes (Fort Rucker, Alabama, 18 de julio de 1952 - El Paso (Texas), 21 de enero de 2022) fue un jugador de baloncesto estadounidense. 

## Biografía
Con 2.03 de estatura, su puesto natural en la cancha era el de ala-pívot. Fue subcampeón olímpico con Estados Unidos en los Juegos Olímpicos de Múnich de 1972. Murió el 21 de enero de 2022 a causa de COVID-19. Tenía 69 años.